# Bertil Mogård

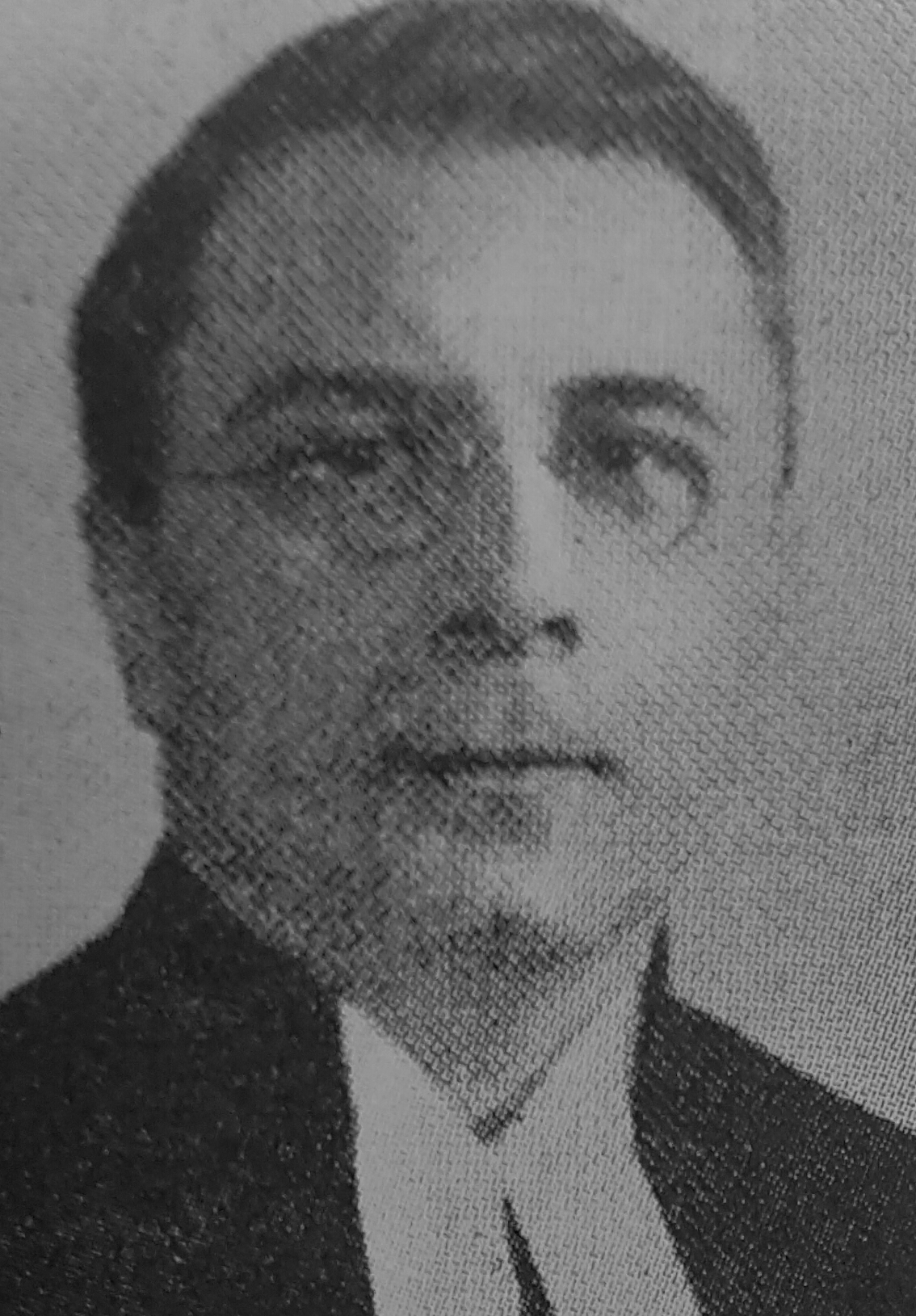
Johan Adolf Bertil Mogård

Johan Adolf Bertil Mogård, född 18 augusti 1892 i Jönköpings församling, Jönköpings län, död 20 maj 1970 i Hässelby, var en svensk politiker (socialdemokrat) och präst.

## Biografi
Bertil Mogård var son till arbetsförmannen Carl Adolf Petersson och Emma Justina, född Andersson. Han började studera vid Göteborgs högskola 1912 och vid Lunds universitet 1913. Han blev fil. kand. 1914 och teol. kand. 1917 samt prästvigdes 1918, då han blev pastorsadjunkt i Carl Johans församling i Göteborg. År 1923 blev han komminister i Karlskoga församling och 1929 utnämndes han till kyrkoherde i Högalids församling i Stockholm, där han tillträdde 1931. Mogård var ledamot av andra kammaren 1924–1932 och av första kammaren från 1948.
Han var den förste ordföranden i Sveriges Kristna Socialdemokraters Förbund (Broderskapsrörelsen) från 1929 till 1954.
Bertil Mogård gifte sig 1919 med Märta Sofia Silfwerbrand, grosshandlardotter från Göteborg, och blev far till fem barn, rektor Sven Mogård, bankdirektör Einar Mogård, småskollärarinnan Elisabeth Lind, banktjänstemannen Nils Mogård och läroverksadjunkt Ruth Mogård. Makarna Mogård är gravsatta i Högalids kolumbarium i Stockholm.